# Simosyrphus grandicornis
Simosyrphus grandicornis là một loài ruồi giả ong Úc, và là một trong hai loài ruồi giả ong phổ biến nhất ở Úc, cùng với Melangyna viridiceps. Nó đã di thực tới một số quần đảo Polynesia và Hawaii.

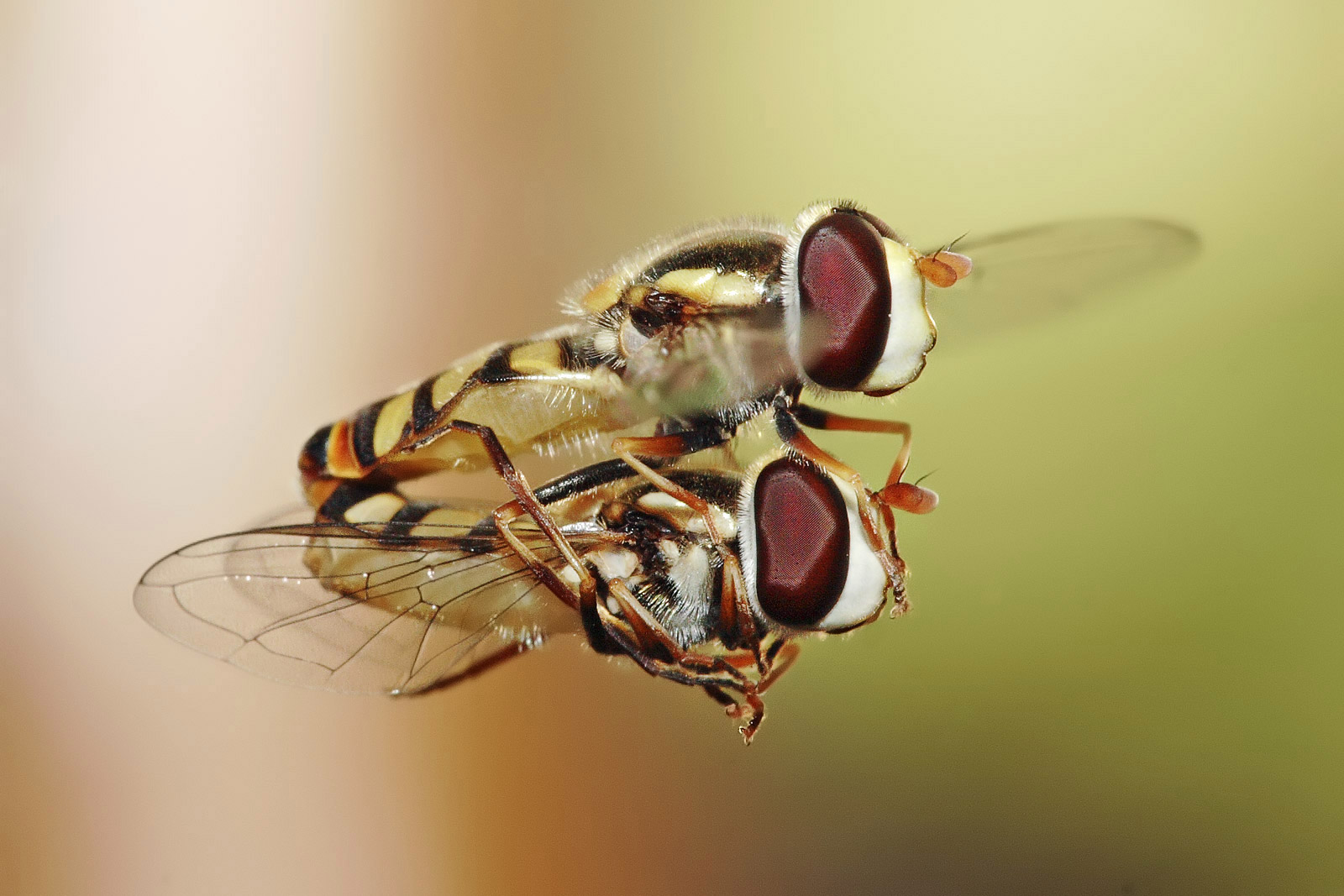
A pair của S. grandicornis, mating in flight